# 關寶慧
關寶慧（英語：Emily Kwan Po Wai，1966年2月23日—），香港影視、舞台劇演員，曾為香港無綫電視及香港電視網絡女藝人。2019年4月，她憑舞台劇《她媽的葬禮》，獲得第二十八屆香港舞台劇獎的最佳女主角（喜劇/鬧劇）。

## 个人履歷
關寶慧生于香港，祖籍遼寧省，畢業于聖保祿中學，之後入讀香港演藝學院戏剧系。畢業後，於電影中飾演不少跑龍套及配角，後來加入無綫電視並在《男盜女差》中飾演要角張莉莉開始為人熟識。其後在《大頭綠衣鬥殭屍》中飾演第三女主角厲鬼屠天麗，其他作品還有《我愛玫瑰園》、《小李飛刀》、《碧血劍》、《新上海灘》、《迷離檔案》、《緣來沒法擋》等。在《射鵰英雄傳》中擔演第二女主角穆念慈，演技也得觀眾認同。關寶慧也曾演過多齣香港三級片。
關寶慧和知名藝人關之琳、周海媚皆為滿族後裔，滿清八大姓氏之一的瓜爾佳氏。
關寶慧於2012年加入香港電視網絡，拍攝重頭劇《歲月樓情》。
2013年9月28日，關寶慧从香港飞到杭州某医院公开进行微整容。
2016年1月，關寶慧97歲的父親因肺炎病逝。
2019年4月10日，關寶慧憑著舞台劇《她媽的葬禮》，獲得第28屆香港舞台劇獎的最佳女主角（喜劇/鬧劇）。這是她從影28年來第一次被提名，也是第一次得獎。

## 影视作品

### 電視劇（香港電視網絡）
- 2015年：歲月樓情 飾 丁日君（Anita、Ta姐）（第三女主角）
- 2015年：末日+5 飾 律政司司長 （客串）

### 電視劇（香港無綫）
- 1991年：情陷特區 飾 張美華
- 1991年：男盜女差 飾 張莉莉
- 1991年：我愛玫瑰園 飾 袁麗敏
- 1991年：幹探群英 飾 錢樂兒
- 1992年：三喜臨門 飾 董若菁（第一女主角）
- 1992年：重案傳真 飾 鄺月娥
- 1992年：92鍾無艷 飾 葛莉芝
- 1993年：賭霸天下 飾 烏媚　（第二女主角）
- 1993年：都市的童話 飾 莎樂美 （第二女主角）
- 1993年：射鵰英雄傳之九陰真經 飾 梅超風（第二女主角）
- 1993年：大頭綠衣鬥殭屍 飾 屠天麗（第三女主角）
- 1994年：射鵰英雄傳 飾 穆念慈 （第二女主角）
- 1994年：獨臂刀客 飾 風飛雪(本名曲飛雪) （第一女主角）
- 1994年：愛有明天 飾 趙美君
- 1994年：鎮金女人週記 飾 Alan
- 1995年：小李飛刀 飾 林詩音 （第一女主角）
- 1996年：新上海灘 飾 錢來喜
- 1996年：地獄天使 飾 任如玉 （第三女主角）
- 1996年：闔府統請 飾 游自華 （第三女主角）
- 1997年：迷離檔案 飾 梁愛晶 （第二女主角）
- 1997年：西遊記(貳) 飾 雪妖冰清 （女配角）
- 1997年：隱形怪傑 飾 辛曉文 （第三女主角）
- 1998年：緣來沒法擋 飾 劉欣兒
- 1998年：冤家宜結不宜解 飾 田雅惠 （第三女主角）
- 2000年：碧血劍 飾 何紅藥 （第四女主角）
- 2002年：無頭東宮 飾 容大姐 （女配角）
- 2020年：使徒行者3 飾 陳麗群（客串）

### 電視劇（香港電台電視部）
- 2010年：火速救兵 飾 靚姐 （單元女配角）

### 電影
- 1990年：安樂戰場
- 1992年：羔羊醫生
- 1993年：八仙飯店之人肉叉燒包 飾 探員小寶 （第一女主角）
- 1994年：阿德曬命
- 1994年：亂世超人
- 1994年：沉默的姑娘
- 1995年：賊王 飾 May
- 1995年：蜘蛛女
- 1995年：月黑風高 飾 亞花
- 1995年：黃金島歷險記
- 1996年：血腥Friday
- 1996年：大內密探之零零性性
- 1997年：高度戒備 飾 李嘉寶
- 1997年：完全結婚手冊
- 1997年：超級無敵追女仔II之狗仔雄心
- 1997年：最佳拍檔之醉街拍檔
- 1998年：魑魅魍魎
- 1998年：男人胸女人Home
- 1999年：目露凶光
- 1999年：陰陽路五之一見發財
- 1999年：親密情人之無限誘惑
- 1999年：百萬富翁之無敵掌門人[來源請求]
- 2000年：千禧願
- 2000年：以眼還眼
- 2000年：賤男人週記
- 2000年：慾望號列車
- 2000年：緣份有Take 2
- 2001年：情迷豬骨煲
- 2001年：老夫子2001 飾 咩水 （女配角）
- 2001年：烹屍之喪盡天良
- 2002年：風流家族 飾 記者
- 2002年：騎呢特工
- 2002年：我愛夏日長
- 2002年：迷離警界之鬼車
- 2002年：陰陽路十四之隻鬼拍門
- 2003年：生化危城
- 2003年：極慾燃燒
- 2004年：艷屍降
- 2004年：三個壞男人
- 2005年：金雞后傳
- 2005年：雙子
- 2006年：大丈夫2 飾
- 2007年：野良犬 飾 吳老師
- 2007年：一樓一鬼（同劇演員：唐寧、黎耀祥、林雪、王合喜）
- 2007年：七擒七縱七色狼
- 2010年：72家租客
- 2010年：最危險人物 (基督教福音電影)
- 2011年：我爱HK开心万岁
- 2011年：劲抽福禄寿
- 2015年：浮華宴 飾 張　太（女配角）
- 2016年：綁架丁丁當 飾 傭人
- 2017年：常在你左右 飾

### 舞台劇/音樂劇
- 2018年：她媽的葬禮（The Memory of Water）飾 大姊
- 2019年：我們的青春日誌（Our Journal of Spring Time） 飾 嚴校長

### 配音
- 1996年：鐘樓怪人 聲演 愛絲梅拉達

## 主持
- 怪談：第三代主持
- 1990年：情場智多星（同夥主持：陳欣健、洪欣、黃靜宜）
- 1995年：寰宇風情（南斯拉夫聯邦黑山共和國特輯）（同夥主持：林保怡）
- 1997年：沙漠追蹤（同夥主持：王喜、李家聲；嘉賓：黎瑞恩）網頁 （页面存档备份，存于）
- 1997年：永安中國旅遊年 吃喝玩樂在貴州（同夥主持：海俊傑、姚瑩瑩）
- 1999年：康泰最緊要好玩 南京、揚州旅遊新FUN點（同夥主持：張兆輝、魯文傑）
- 1999年：康泰最緊要好玩 無錫、蘇州旅遊新FUN點（同夥主持：張兆輝、魯文傑）
- 2017年-2018年： 第一季 總有一瓣喺左近 (同夥主持：潘紹聰 岑樂怡)
- 2024年：直播靈接觸（同夥主持：梁思浩、黃耀英、黃紫恩）